# IC 1357
IC 1357 ist eine Balken-Spiralgalaxie vom Hubble-Typ SBa im Sternbild Aquarius auf der Ekliptik. Sie ist schätzungsweise 376 Millionen Lichtjahre von der Milchstraße entfernt.
Das Objekt wurde am 13. September 1892 von Stéphane Javelle entdeckt.